# Istrana
Istrana (Istrana in veneto) è un comune italiano di 9 073 abitanti della provincia di Treviso in Veneto.
Istrana è conosciuta per il suo aeroporto militare sede del 51º Stormo dell'Aeronautica Militare.

## Geografia fisica

### Il territorio
Il comune d'Istrana si trova ad ovest di Treviso ed a est di Castelfranco Veneto. Confina con i comuni di Morgano a sud, Paese ad est, Piombino Dese (PD) a sud-ovest, Trevignano a nord e Vedelago ad ovest; le sue frazioni sono: Ospedaletto, Pezzan, Sala, Villanova. Il territorio è caratterizzato da un profilo geometrico regolare, con variazioni altimetriche appena accennate. L'abitato è principalmente pianeggiante. A sud della frazione di Ospedaletto scorre il fiume Sile, che in questo tratto iniziale si caratterizza per le numerose diramazioni e le zone umide ricche di risorgive. L'area è protetta dal Parco naturale regionale del Fiume Sile.

### Le frazioni

#### Ospedaletto
Sorge all'estremità sud-ovest del capoluogo, al confine con Cavasagra di Vedelago. La frazione è attraversata dal fiume Sile. 
Il primo riferimento scritto a Ospedaletto risale al 997. Il nome richiama la presenza di un ospizio per viandanti gestito dai benedettini di Polirone, attestato dall'XI secolo. Tra i monumenti e luoghi d'interesse, spicca la chiesa della Purificazione della Beata Vergine Maria, ricostruita nel XVIII secolo e ampliata nel 1900. La chiesa è nota per il suo affresco del soffitto attribuito al Tiepolo e per altre opere d'arte di pregio.

#### Pezzan
Si trova a circa 1,5 km dal capoluogo comunale e confina con le località di Sala, Padernello, Fossalunga e Istrana stessa. La storia di Pezzan risale almeno al 996, quando viene menzionata in un atto del vescovo di Treviso Rozone. Il nome "Pezzan" sembra derivare dal "fundus pettianus", un fondo agricolo appartenente a un colono di nome Pettius, risalente al IV-V secolo.
Tra i monumenti e luoghi d'interesse, spicca la chiesa parrocchiale dei Santi Vito, Modesto e Crescenzia Martiri. Un evento storico significativo per Pezzan è la gara svoltasi il 21 novembre 1981 tra il pilota di Formula 1 Gilles Villeneuve e un caccia F-104 Starfighter, presso l'aeroporto militare.

#### Sala
Si trova a circa 53 metri sul livello del mare e ha una popolazione di circa 1 286 abitanti. Il nome "Sala" potrebbe derivare dalla presenza di una sala longobarda, dato che il paese si trova lungo la via Postumia, una strada romana che collegava Genova ad Aquileia. Tra i monumenti e luoghi d'interesse, spicca la chiesa parrocchiale di San Giacomo Apostolo.

#### Villanova
Sorge all'estremità sudorientale del comune. Il paese viene citato per la prima volta in un atto vescovile del 1014. Il nome "Villanova" deriva evidentemente da "villa noviter facta" (paese di nuova fondazione) alle dipendenze del vescovo di Treviso (IX - X secolo) e quindi sede di una cappella dall'abbazia di Santa Maria Assunta di Mogliano. Tra i monumenti e luoghi d'interesse, spicca la chiesa parrocchiale di San Matteo, fondata dalle monache di Mogliano sul finire del XII secolo. Si ritiene che il progettista della chiesa sia stato Giorgio Massari. Un altro luogo di interesse è il Santuario della Beata Vergine dell'Albera, situata a sud del centro, vicino al Sile.

## Origini del nome
Citato per la prima volta come «Ystrana» nel XIII secolo, il toponimo è un prediale derivato dal personale latino Histrius o Hister con il suffisso femminile -āna.

## Storia
I reperti più antichi, molto numerosi, risalgono ai periodi preromano e romano. Una delle tracce più evidenti, a proposito, è la via Postumia, realizzata nel 147 a.C. dal console Spurio Postumio Albino Magno e che tuttora rappresenta un'importante arteria stradale che scorre in linea retta a nord di Sala.
I primi riferimenti toponomastici, comunque, compaiono a partire dal X secolo: Pezzan e Sala sono citate nel 996, Ospedaletto nel 997, Villanova nel 1014; Istrana, poi, è ricordata ancora più tardivamente (bolla Justis fratrum del 1152) tra le pievi della diocesi di Treviso.
Con la conquista della Serenissima, il territorio fu al centro degli interessi del patriziato veneziano che incentivò l'agricoltura ma anche l'arte locale (si ricordano alcune ville venete e le ricostruzioni di edifici sacri).
Durante la prima guerra mondiale Istrana si trovò nelle retrovie del fronte del Piave e ospitò un'infermeria, mentre a Sala venne aperto un aeroporto legato all'eroe Francesco Baracca. Degna di rilievo storico è la prima battaglia area dell'aviazione mondiale che si è svolta sui cieli di Istrana il 26 dicembre 1917.
Anche durante la seconda guerra mondiale soffrì bombardamenti e rappresaglie vista la sua posizione strategica.

### Simboli
Lo stemma e il gonfalone sono stati concessi con DPR n. 2252 del 29 maggio 1981.
Stemma
Gonfalone

## Monumenti e luoghi d'interesse

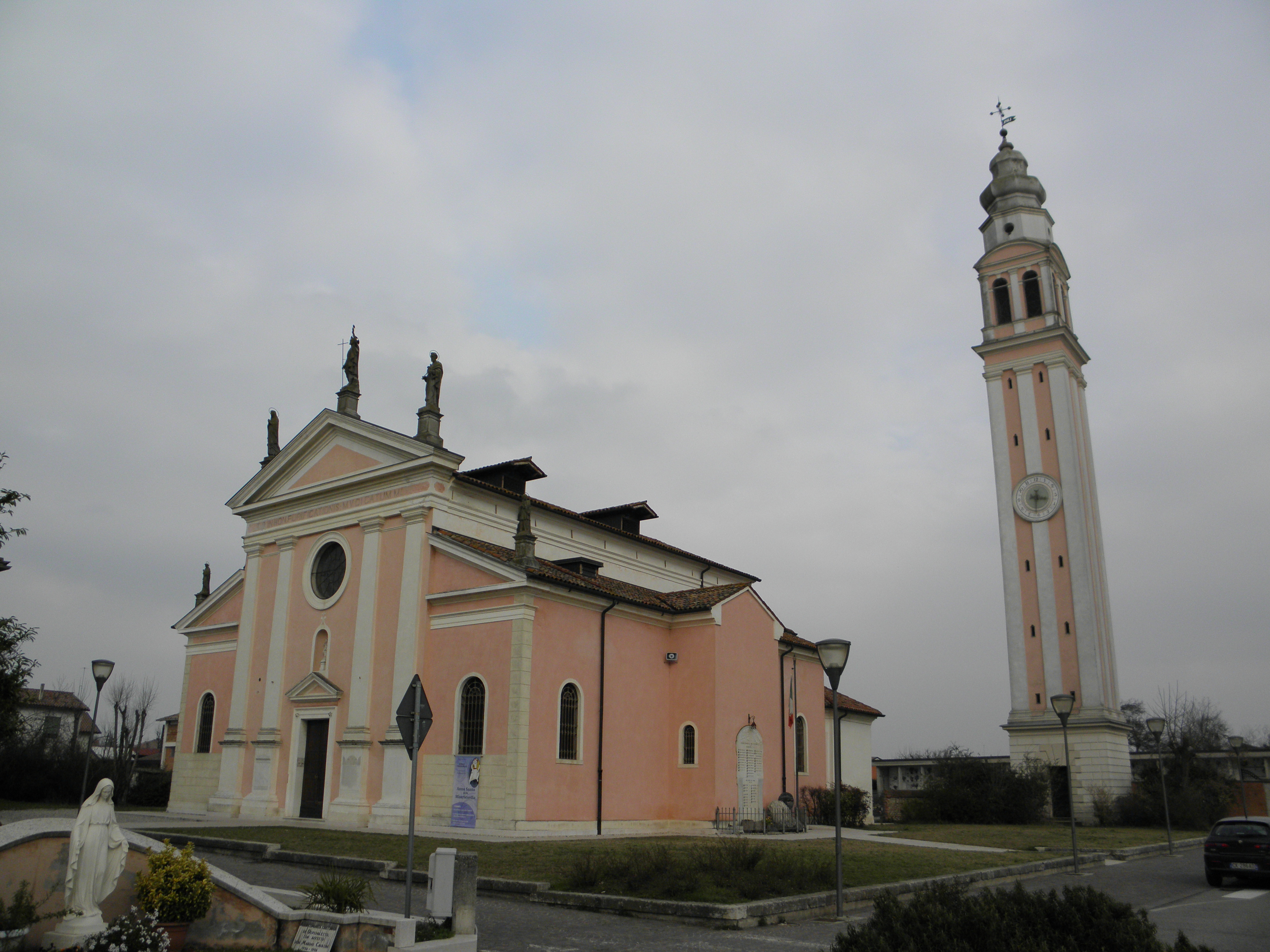
Chiesa della Purificazione della Beata Vergine Maria ad Ospedaletto di Istrana

### Chiesa arcipretale
L'attuale chiesa arcipretale di Istrana, dedicata a san Giovanni Battista, risale al 1653, mentre la facciata è stata eretta nel 1824 su progetto dell'architetto Andrea Bon.

A navata unica, è decorata da eleganti stucchi barocchi risalenti al '700. Gli splendidi affreschi furono realizzati attorno al 1780 dal pittore veneziano Francesco Zugno. L'altar maggiore è attribuito a Giorgio Massari e conserva due tele del pittore Amedeo Lorenzi, mentre una pala del Martirio di san Sebastiano, posta in un altare laterale, è attribuita a Palma il Giovane.

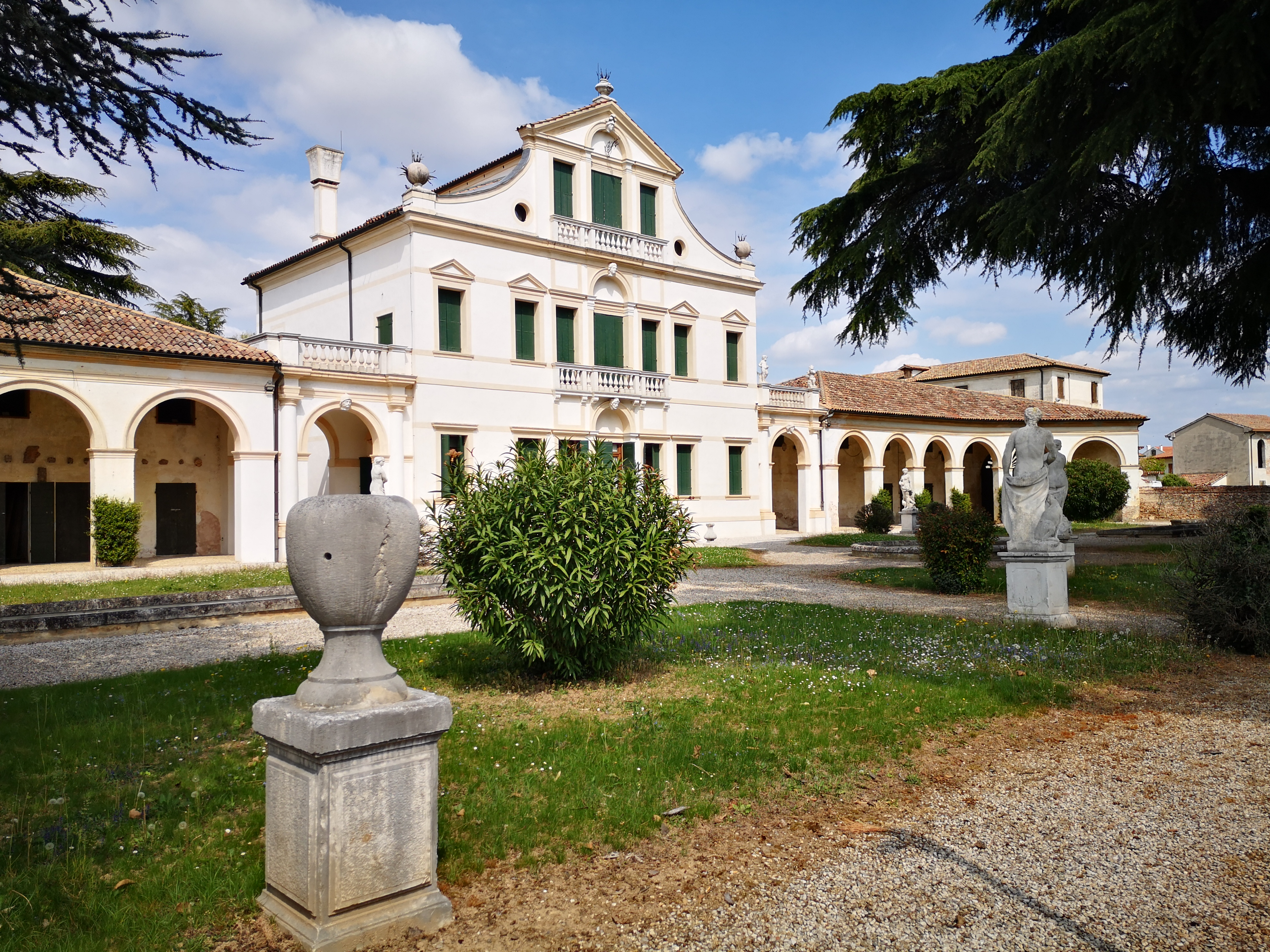
Villa Lattes ad Istrana

### Villa Lattes
Villa Lattes è stata costruita nel 1715 su progetto di Giorgio Massari, presenta una facciata a due piani con loggiato centrale a timpano, il tutto arricchito da eleganti cornici e balaustre. Ai lati, le due barchesse concave, con quella di sinistra terminante con la cappella gentilizia che contiene dipinti di Jacopo Amigoni. La villa è circondata da un elegante parco all'inglese.
L'interno conserva ancora testimonianze della ricchezza dei secoli di storia: mobili antichi, collezioni e preziosi permangono ancora a caratterizzare una vera e propria casa-museo.

### Santuario della Beata Vergine dell'Albera
Il Santuario della Beata Vergine dell'Albera si trova nei pressi del fiume Sile, sulla strada provinciale che unisce Quinto di Treviso a Ospedaletto d'Istrana. Le origini del santuario risalgono al XV secolo, quando fu costruito dalle monache Benedettine di Mogliano Veneto. All'interno del santuario, di particolare interesse è la statua lignea della Vergine con in braccio il Bambino, posta sull'altare principale. 

## L'aeroporto

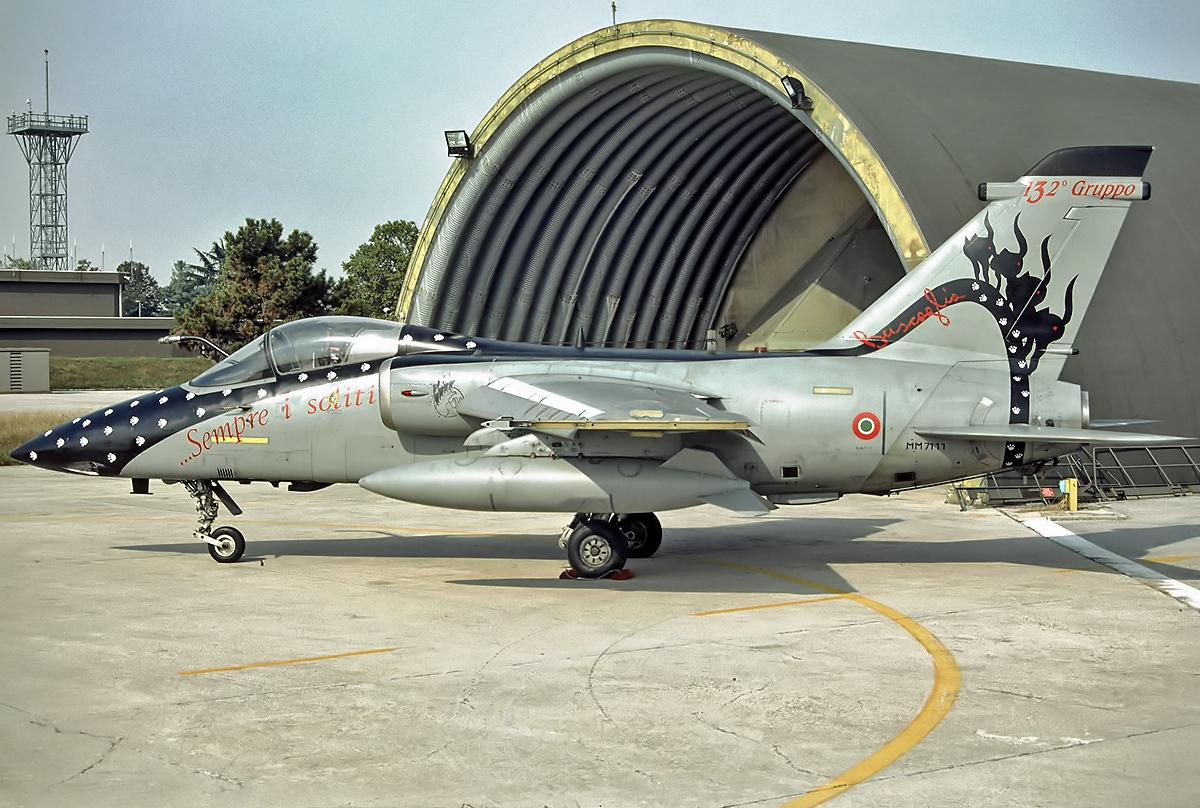
Alenia-Aermacchi-Embraer AMX presso l'aeroporto di Treviso-Istrana

L'aeroporto, dove è peraltro ubicata la stazione meteorologica di Treviso Istrana, il 21 novembre 1981 ha ospitato una gara tra Gilles Villeneuve, alla guida della Ferrari 126 Ck, e Daniele Martinelli al comando di un Aeritalia F-104S.
In occasione del Centenario dell’Aeronautica militare nella base di Istrana il 28 marzo 2023 il 51º Stormo ha aperto ufficialmente le porte a quanti volessero visitare l’aeroporto. Il 51° Stormo, dotato di velivoli AMX, AMX -T e F2000, oltre al supporto alle forze di superficie e le operazioni di attacco e ricognizione, è uno dei 5 Stormi dell’Aeronautica Militare che assicurano la difesa aerea nazionale e servizio di Quick Reaction Alert della NATO.

## Società

### Evoluzione demografica
Abitanti censiti

### Etnie e minoranze straniere
Al 31 dicembre 2023 gli stranieri residenti nel comune erano 735, ovvero il 8,1% della popolazione. Di seguito sono riportati i gruppi più consistenti:
1. Kosovo: 158
2. Romania: 110
3. Cina: 117
4. Macedonia del Nord: 44
5. Albania: 37
6. Marocco: 35
7. Colombia: 23
8. Senegal: 23
9. India: 19
10. Brasile: 17

## Cultura

### Scuole
Per quanto riguarda gli istituti scolastici, ad Istrana vi sono tre scuole primarie, un istituto di scuola secondaria di primo grado e quattro scuole dell'infanzia.

### Istituzioni culturali
Ad Istrana è presente la "Biblioteca comunale Ca' Celsi", è un importante centro culturale per la comunità.

### Eventi e feste paesane
Presso Villa Lattes, ogni anno, si svolge la rassegna "Teatro in Villa", con spettacoli che spaziano dai classici di Shakespeare a commedie contemporanee. Per quanto riguarda le feste paesane tradizionali, vi è la "sagra di San Giovanni", "la festa dell'anziano" e il "Carnevale Istrianese", una colorata celebrazione del Carnevale con sfilate di carri allegorici.

## Amministrazione

### Sindaci dal 1988
| Periodo | Periodo   | Primo cittadino        | Partito              | Carica                  | Note          |
| ------- | --------- | ---------------------- | -------------------- | ----------------------- | ------------- |
| 1988    | 1995      | Fabio Agostini         | Democrazia Cristiana | Sindaco                 | [ 14 ]        |
| 1995    | 1998      | Denis Fresch           | centro-sinistra      | Sindaco                 |               |
| 1998    | 1998      | Angelo Sabatini        |                      | Commissario prefettizio |               |
| 1998    | 2008      | Marco Fighera          | centro-destra        | Sindaco                 | [ 15 ]        |
| 2008    | 2018      | Enzo Fiorin            | centro-destra        | Sindaco                 | [ 16 ]        |
| 2018    | in carica | Maria Grazia Gasparini | LN - lista civica    | Sindaco                 | [ 17 ] [ 18 ] |

### Gemellaggi
- Grenade-sur-Garonne, dal 1989
- Lapa, dal 2002

## Sport

### Impianti sportivi
Il centro sportivo comunale offre campi da calcio, basket e altre strutture per attività sportive.

### Calcio
La squadra di calcio di Istrana è il Calcio Istrana ASD 1964. Fondata nel 1964, la squadra ha una lunga tradizione sportiva e attualmente milita nel campionato di Promozione, Girone D del Veneto.

### Pallavolo
La pallavolo a Istrana è rappresentata dalla GSG Polisportiva Istrana, una società sportiva che partecipa a vari campionati giovanili e amatoriali.